# Rachel Levine
Rachel L. Levine (nascuda el 28 d'octubre de 1957) és una pediatra nord-americana que exerceix de secretària de salut de Pennsilvània. També és professora de Pediatria i Psiquiatria al Penn State College of Medicine. Anteriorment era la metgessa general de Pennsilvània. És una de les poques funcionaries del govern dels Estats Units obertament transgènere. El 19 de gener de 2021, el president electe, Joe Biden, va anunciar que nomenaria Levine com a secretària adjunta de salut, cosa que la convertiria en la primera funcionària federal transgènere obertament confirmada pel Senat.

## Primers anys de vida i educació
Levine és originària de Wakefield, Massachusetts. És jueva i va créixer assistint a l'escola hebrea, recordant que mentre creixia, el seu rabí no parlava de problemes LGBTQ. Va obtenir el títol de batxillerat a la Belmont Hill School de Belmont, Massachusetts.
Levine es va graduar al Harvard College i a la Facultat de Medicina de la Universitat de Tulane i va completar una residència en pediatria i beca en medicina per a adolescents al Mount Sinai Medical Center de la ciutat de Nova York, Nova York.

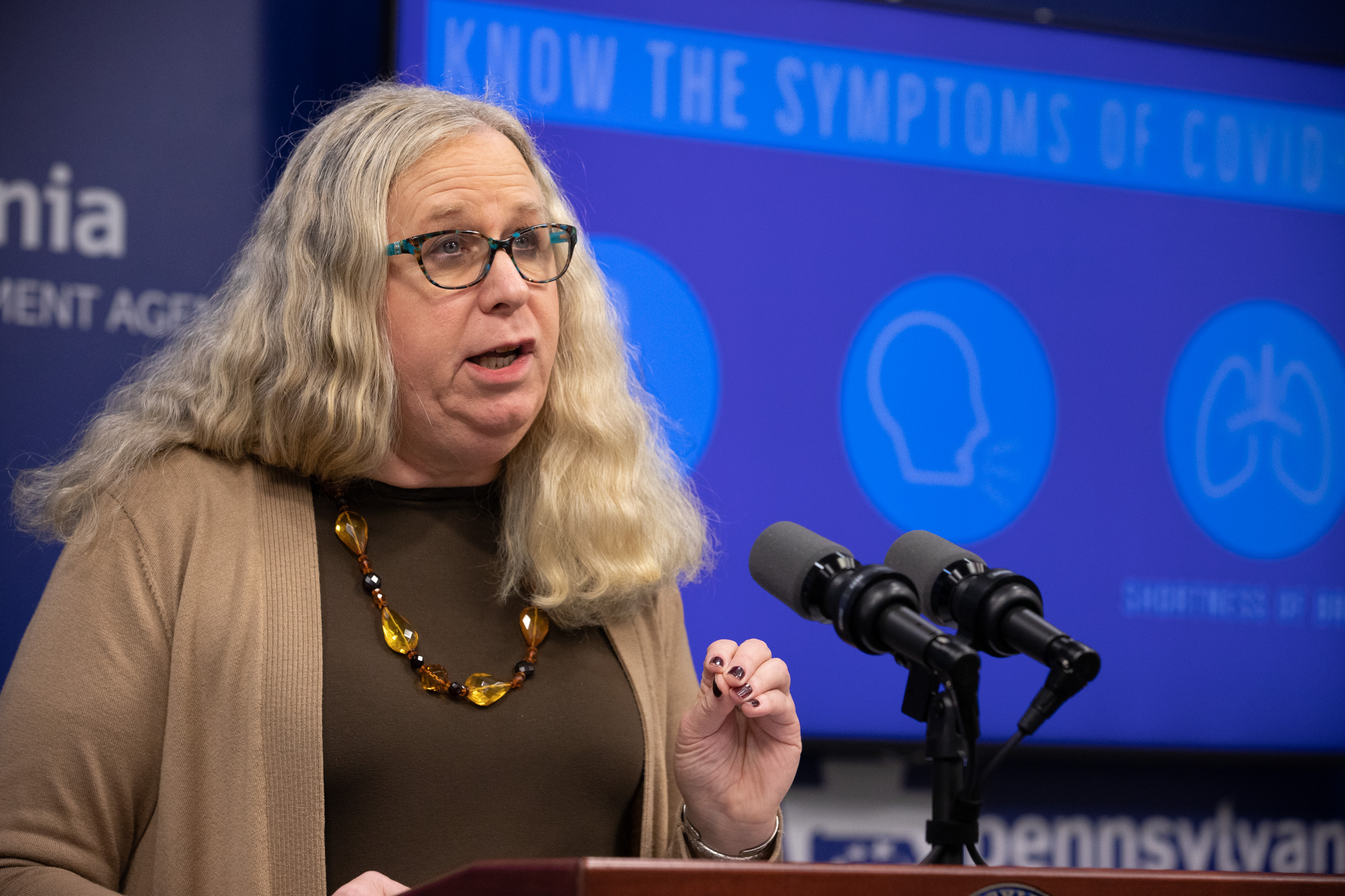
Rachel Levine, mostrant-se el març del 2020, es va graduar a la Facultat de Medicina de la Universitat de Tulane.

## Carrera
Levine va tenir una beca a l'Hospital Mount Sinai de la ciutat de Nova York del 1988 al 1993 on es va formar en pediatria. Després de mudar-se de Manhattan al centre de Pennsilvània el 1993, s'uní al personal del Penn State Hershey Medical Center. Durant el seu mandat allà, va crear la divisió de medicina per a adolescents i la clínica de trastorns alimentaris de Penn State Hershey Medical Center. Va estar a càrrec d’aquest darrer quan va ser nominada al càrrec de metge general de Pennsilvània el 2015.
El 2015, Levine va ser nomenada pel governador elegit de Pennsilvània, Tom Wolf, com a metge general de Pennsilvània. En la seva condició de metgessa general, Levine va signar una ordre que permetia als agents de la policia portar naloxona, un fàrmac per tractar casos de sobredosi. Ella acredità la medicació perquè salvaria la vida de gairebé 1.000 usuaris d’opioides que havien patit una sobredosi. Va exercir de metge general fins al 2017.
El juliol de 2017, el governador Wolf va nomenar Levine com a secretària de salut, i va ser confirmada per unanimitat. El gener de 2021, el president electe dels Estats Units, Joe Biden, va anunciar que nomenava Levine per ser la vicesecretària de salut. Seria la primera funcionaria federal obertament transgènere que el Senat confirmaria.

### Pandèmia de la COVID-19

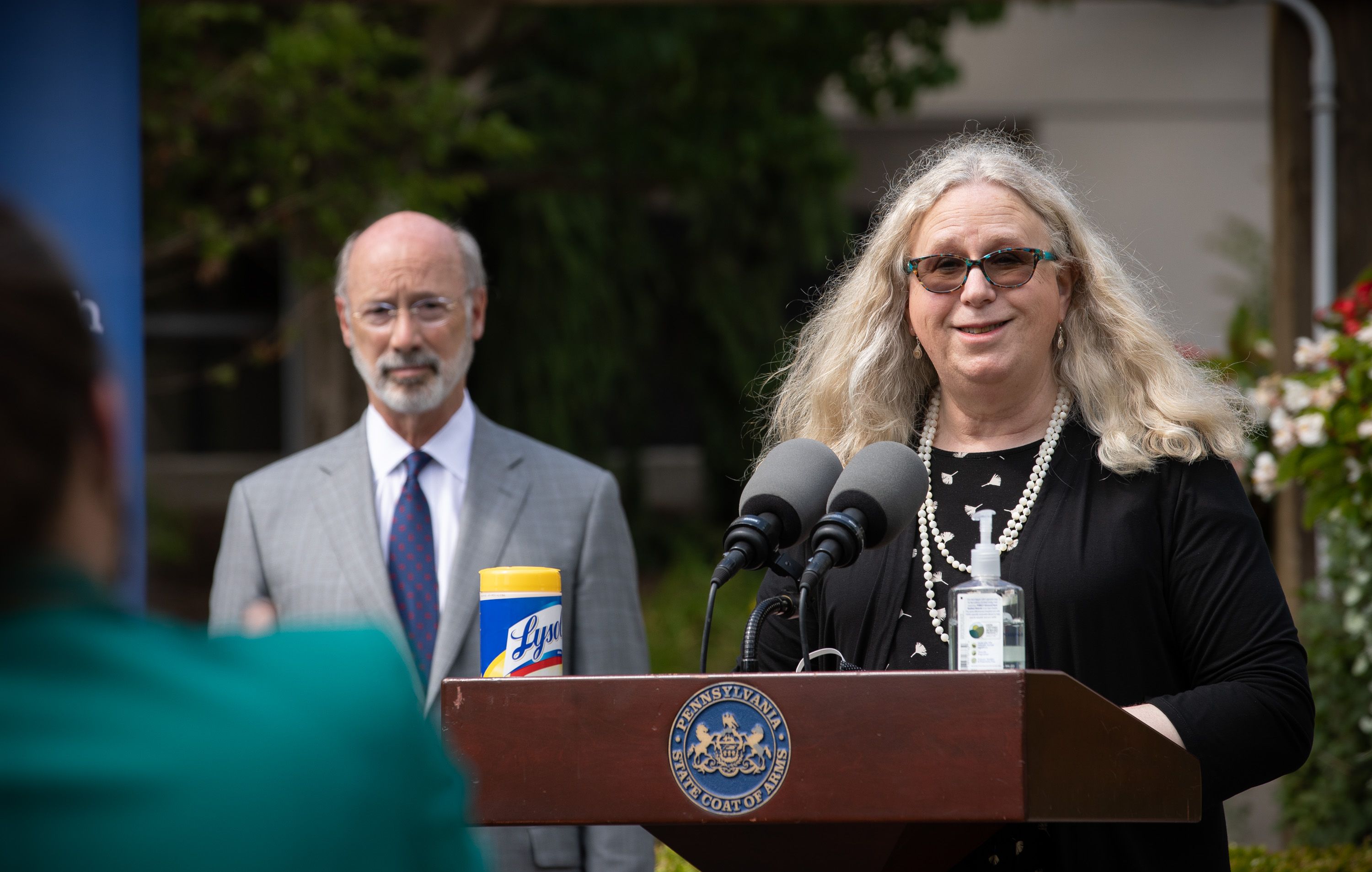
Intervenció de Levine sobre les mesures COVID-19 amb el governador. Tom Wolf al Penn State Milton S. Hershey Medical Center el juny de 2020

Com a secretària d’estat de salut, liderà la resposta a la salut pública de la COVID-19 a Pennsilvània. Treballà estretament diàriament amb el director de FEMA mentre dirigia una sessió de premsa diària.
Levine va ser acusada d'haver retirat la seva pròpia mare d'una casa de cura personal, després de crear una política segons la qual les residències d'ancians de tota la Mancomunitat readmetessin els residents que donessin positiu al coronavirus després que es declaressin prou sans per sortir de l'hospital. Levine ha afirmat que les cases de cura personal (a diferència de les residències per a gent gran) no estan sota la jurisdicció de la seva pròpia agència.

## Incidència
Levine ha estat membre del consell Equality Pennsylvania, una organització de drets LGBT.

## Vida personal
Té dos fills, David i Dayna. I va fer la transició el 2011. Levine i la seva exdona, Martha Peaslee Levine es van divorciar el 2013.